# 小行星4045
小行星4045（英語：4045 Lowengrub）是一颗围绕太阳公转的小行星。1953年9月9日，印第安纳大学在摩根县发现了此天体。
这颗小行星的绝对星等为245.27374等。